# Молочной фермы
Молочной фермы — поселок в Городском округе город Кулебаки Нижегородской области.

## География
Находится на расстоянии приблизительно 2 километра по прямой на северо-восток от города Кулебаки.

## История
Поселок до 2015 года входил в  Мурзицкий сельсовет Кулебакского района до упразднения последних.

## Население
Постоянное население составляло 257 человек (русские 99%) в 2002 году, 271 в 2010.